# Super Bowl LVII
El Super Bowl LVII  fue el 57.º Super Bowl y el 53.º partido de campeonato de la National Football League (NFL) de la era moderna y dio término a la temporada 2022 de la NFL. El juego estuvo programado para jugarse el 12 de febrero de 2023 en el State Farm Stadium en la ciudad de Glendale, Arizona. Fue el cuarto Super Bowl organizado por el Área metropolitana de Phoenix, siendo el más reciente el Super Bowl XLIX en el 2015, también celebrado en el State Farm Stadium (entonces llamado University of Phoenix Stadium). El juego fue televisado en Estados Unidos por Fox en inglés y Fox Deportes en español.

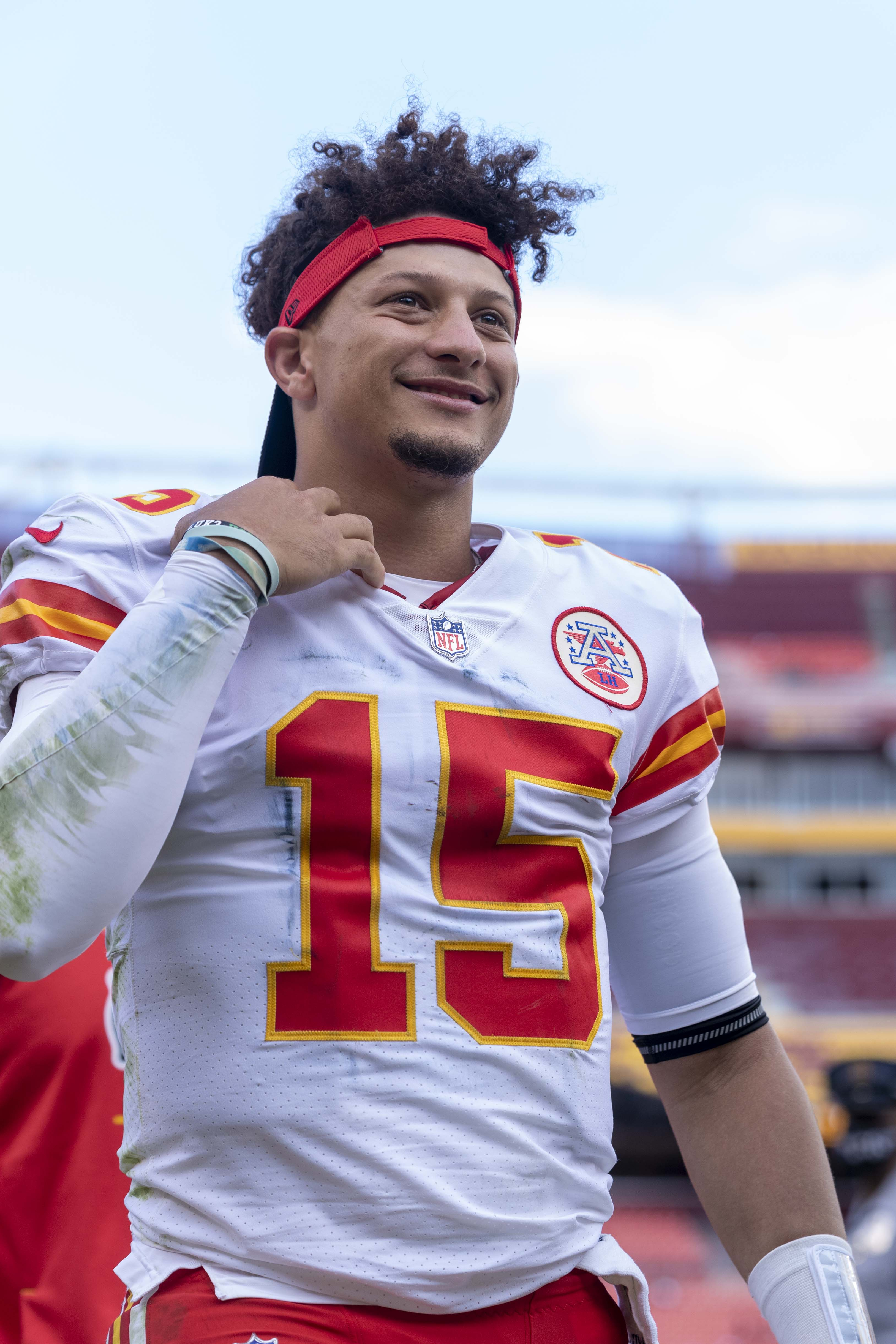
Patrick Mahomes, el jugador del partido

El campeón de la American Football Conference (AFC), Kansas City Chiefs, derrotó al campeón de la National Football Conference (NFC), Philadelphia Eagles, 38–35. El mariscal de campo de los Chiefs, Patrick Mahomes, fue nombrado el jugador más valioso del juego.
Ambos equipos terminaron la temporada regular con un récord de 14-3, el mejor de la liga. Los Chiefs estaban jugando en su quinto Super Bowl en general, habiendo jugado previamente en los Super Bowls I, IV, LIV y LV. Los Eagles buscaban su segunda victoria en el Super Bowl después del Super Bowl LII, habiendo aparecido también en XV y XXXIX. Tres de los cinco Super Bowls anteriores habían presentado a los Chiefs o los Eagles, aunque esta era la primera vez que los dos equipos se enfrentarían en el campeonato. La victoria de los Chiefs fue la segunda en cuatro años y la tercera en general.
Después de que los Eagles entraron al medio tiempo arriba 24-14, los Chiefs remontaron para ganar el juego 38-35 con un gol de campo ganador del juego de Harrison Butker. Los 73 puntos combinados fueron el tercer juego de Super Bowl con mayor puntuación, y los 35 anotados por los Eagles fueron la mayor cantidad del equipo perdedor en el Super Bowl. El mariscal de campo de los Chiefs, Patrick Mahomes, fue nombrado Jugador Más Valioso (MVP) del Super Bowl, completando 21 de 27 pases para 182 yardas y tres touchdowns, mientras también corrió seis veces para 44 yardas. Mahomes se convirtió en el primer jugador desde Kurt Warner en 1999 en ganar un MVP de la NFL y un título de Super Bowl en la misma temporada.

## Antecedentes
Se introdujo un nuevo sistema para seleccionar sitios de alojamiento para el Super Bowl, que comenzó con el Super Bowl LVI. Se descartó el proceso anterior que permitía a las ciudades presentar ofertas por los derechos de hospedaje. En cambio, la liga elige unilateralmente un solo sitio de alojamiento para cada juego, sin permitir que otras ciudades presenten ofertas; Luego, la ciudad elegida elabora una propuesta que se vota en las reuniones de propietarios de la liga.
Arizona fue el primer lugar elegido en este proceso; su propuesta fue aceptada por unanimidad el 23 de mayo del 2018.
El logotipo oficial se dio a conocer el 14 de febrero de 2022; sigue la plantilla de logotipo actualizada introducida por el Super Bowl LVI, con imágenes de un cañón y un cielo desérticos (este último parecido a la bandera del estado de Arizona) para reflejar los paisajes de la región anfitriona.

### Polémica por restricciones a los votos y derechos LGBTI+
En respuesta a la legislación estatal que agrega restricciones a la votación, así como también restringe el acceso a algunos procedimientos médicos y la participación en deportes escolares de jóvenes transgénero en los equipos deportivos de su identidad de género, varias figuras públicas solicitaron que el Super Bowl se trasladara fuera de Arizona, citando la eliminación del Super Bowl XXVII de Tempe después de que la legislatura estatal no reconociera el Día de Martin Luther King como precedente. En febrero del 2022, más de 200 líderes religiosos, incluidos el reverendo Jesse Jackson y el reverendo William Barber, solicitaron al comisionado de la NFL, Roger Goodell, que trasladara el Super Bowl LVII fuera de Arizona en respuesta a las restricciones de votación introducidas en los proyectos de ley de Arizona HB 1003, SB 1485 y SB 1819. La vicepresidenta del Partido Demócrata, Brianna Westbrook, también expresó su apoyo para mover el Super Bowl después de que la legislatura de Arizona aprobara S.B. 1138 y S.B. 1165, que restringe el acceso a los procedimientos de reasignación de género a los menores de edad y prohíbe que las niñas transgénero, a quienes se les asignó el genero masculino al nacer, jueguen en equipos deportivos de niñas.

## Transmisión

### Estados Unidos

#### Televisión
El Super Bowl LVII fue televisado por Fox Sports a través de Fox en inglés (según la rotación de tres años entre Fox, NBC y CBS, los socios de transmisión de televisión abierta de la NFL junto a ABC) y mediante Fox Deportes en español. El Super Bowl LVII marca el último juego que se transmitió bajo el contrato de televisión de la NFL de 2014 a 2022. Fox emitió el estreno de la temporada de Next Level Chef como su programa principal.
Esta fue la primera asignación de Super Bowl para el nuevo equipo de transmisión de Fox Sports conformado por Kevin Burkhardt y Greg Olsen, quienes reemplazaron a Joe Buck y Troy Aikman después de que estos partieron para la transmisión Monday Night Football de ESPN. Tom Brady firmó con Fox para servir como su futuro analista principal después de su retiro, con informes de que la cadena planeaba incorporarlo a su cobertura del Super Bowl de alguna manera si los Tampa Bay Buccaneers no avanzaban al juego.
Fox Deportes televisó el partido en español, con Adrián García-Márquez narrando el partido y los comentarios del analista Alejandro Villanueva.
Fox emitió el estreno de la segunda temporada de Next Level Chef después de la finalización del encuentro.

#### Publicidad
Fox cobró entre 6 y 7 millones de dólares estadounidenses por un comercial de 30 segundos del Super Bowl. Se planearon al menos cuatro anuncios relacionados con criptomonedas, pero sus acuerdos no se llevaron a cabo después de la quiebra de FTX en noviembre de 2022. Durante el juego se emitió un anuncio de un NFT que era un obsequio para promocionar el juego Limit Break. Anheuser-Busch compró tres minutos en total para sus marcas Michelob Ultra, Bud Light y Busch Light. Otros anunciantes incluyeron Heineken, Diageo, Rémy Martin, Molson Coors, Doritos, Google Pixel y M&M's.
Peacock emitió un comercial para su serie Poker Face creado exclusivamente para el partido, que hacía referencia a algunos de los anuncios, todos los cuales se emitieron antes. Warner Bros., Universal Pictures, Disney, Paramount Pictures, Sony Pictures, MGM y Amazon Studios también promocionaron sus próximas películas y series durante el encuentro, con estrenos de tráilers de The Flash, Fast X, Super Mario Bros.: la película, Strays, Ant-Man and the Wasp: Quantumania, Guardianes de la Galaxia vol. 3, Indiana Jones y el dial del destino, Scream VI, Dungeons & Dragons: Honor Among Thieves, Transformers: el despertar de las bestias, 65, Creed III y Air. Durante el programa previo al encuentro se emitió un anuncio de 15 segundos de Cocaine Bear de Universal. Fox también emitió un comercial para el estreno de la temporada 9 de The Masked Singer durante el juego. Disney igualmente emitió un anuncio para dar inicio a su celebración de los "100 años de maravillas" en honor al centenario de la fundación de The Walt Disney Company. Este comercial fue calificado por muchos como el mejor de la noche, y System1, una empresa especialista en efectividad publicitaria, lo nombró el "más efectivo" con una calificación de 5,3 estrellas en su plataforma Test Your Ad.

#### Ratings
Los índices de audiencia de Nielsen inicialmente informaron un promedio de 113 millones de espectadores, lo que lo convirtió en el tercer Super Bowl con mayor audiencia de todos los tiempos. La audiencia fue más fuerte en el mercado de Kansas City con un share de 52,0, aunque la audiencia local fue menor en comparación con las apariciones de los Chiefs en el Super Bowl LIV (55,7) y LV (59,9). En mayo de 2023, Nielsen revisó sus datos de ratings del Super Bowl LVII para tener en cuenta problemas técnicos que habían creado "irregularidades" en los ratings originales, aumentando el promedio a 115.1 millones. En consecuencia, el juego superó al Super Bowl XLIX como el programa de televisión estadounidense más visto de todos los tiempos (el aterrizaje del Apolo 11 se considera la transmisión televisiva estadounidense más vista de todos los tiempos, ya que se informó que fue vista por entre 125 y 150 millones de espectadores, pero se trató de un evento noticioso transmitido por múltiples cadenas).

#### Streaming
El partido estuvo disponible en streaming para dispositivos móviles mediante NFL+ y gratis a través de la aplicación NFL y NFL.com. Este fue el primer Super Bowl desde que NFL+ (la propia liga) se hizo cargo de los derechos de transmisión para móviles de Verizon.

### Internacional
- En el Reino Unido e Irlanda, el juego se televisó en el canal gratuito ITV y en el canal de suscripción paga Sky Showcase (así como en sus canales hermanos Sky Sports Main Event y Sky Sports NFL). Se transmitió por radio a través de BBC Radio 5 Live.[34]
- En Australia, el juego fue televisado por Seven Network, así como por su canal hermano 7mate y la plataforma bajo demanda 7plus.[35]
- En Latinoamérica, el juego fue televisado por ESPN, ESPN Brasil y emitido en streaming por Star+.[36][37]
- En México, el juego fue televisado por TUDN a través de Canal 5 y Vix, Fox Sports/Prime Video y Azteca 7.[38]
- En Alemania, el partido fue televisado por última vez por ProSieben; los derechos de televisión para las transmisiones de la NFL se transfirieron al RTL Group a partir de la temporada 2023.
- En España fue el canal #Vamos de Movistar+ el encargado de la retransmisión del partido.

## Equipos finalistas y como llegaron a la final

### Kansas City Chiefs

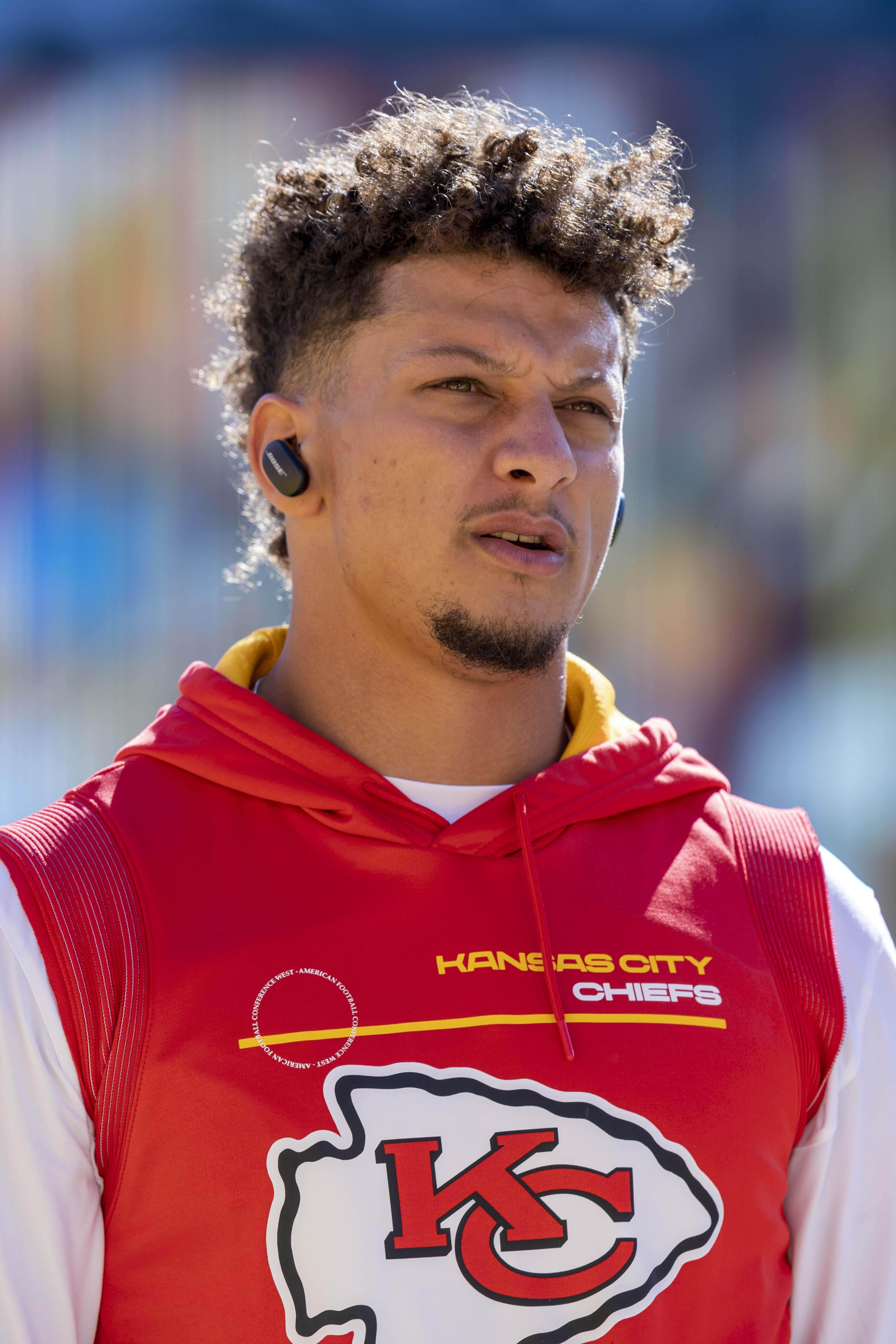
Patrick Mahomes, mariscal y líder del equipo, Mahomes busca su segundo trofeo, tras el logrado en el 2019

Kansas City terminó la temporada con su décimo récord de victorias consecutivas bajo la dirección del entrenador en jefe Andy Reid, con marca de 14-3 y avanzando a su tercer Super Bowl en los últimos cuatro años con victorias por una anotación sobre los Jacksonville Jaguars (en la Ronda Divisional) y los Cincinnati Bengals (por el Juego de Campeonato de la AFC).
Los Chiefs tuvieron que soportar la pérdida del receptor estelar Tyreek Hill, quien fue cambiado a los Miami Dolphins en la temporada baja por selecciones de draft, pero eso no les impidió terminar el año como la mejor ofensiva de la NFL, liderando la liga en yardas. (7.032) y puntos (496). El mariscal de campo Patrick Mahomes llegó al Pro Bowl por quinta temporada consecutiva, liderando la liga con 5,250 yardas aéreas y 41 touchdowns, el máximo de su carrera, mientras lanzaba 12 intercepciones. Su índice de pasador de 105.2 fue el segundo más alto de la liga. También corrió para 354 yardas y cuatro touchdowns. Estableció el récord de la NFL de más yardas totales en una temporada por un mariscal de campo (pases y carreras combinados) con 5,608 (anteriormente en manos de Drew Brees). El ala cerrada de Pro Bowl, Travis Kelce, fue el receptor líder del equipo con 1,338 yardas recibidas y 12 touchdowns. El equipo también incorporó a un nuevo par de receptores veteranos para ayudar a compensar la pérdida de Hill: JuJu Smith-Schuster (933 yardas y 3 touchdowns) y Marquez Valdes-Scantling (687 yardas y 2 touchdowns). El ataque terrestre de los Chiefs fue liderado por el novato Isiah Pacheco, quien había asumido el papel principal debido a una lesión a mitad de temporada del titular Clyde Edwards-Helaire. Pacheco terminó la temporada con 830 yardas terrestres y 5 touchdowns, mientras que también ocupó el décimo lugar en la liga en yardas de uso general (1,559). El veterano corredor Jerick McKinnon agregó 803 yardas desde la línea de golpeo y 10 touchdowns. Su línea ofensiva contó con tres selecciones de Pro Bowl: el guardia Joe Thuney, el tackle Orlando Brown Jr. y el centro Creed Humphrey. El pateador Tommy Townsend también llegó al Pro Bowl, ocupando el segundo lugar en la NFL en yardas por despeje (50.4) y liderando la liga con un promedio neto de 45.4.
La línea defensiva de Kansas City contó con el tackle defensivo Pro Bowl Chris Jones, quien lideró al equipo con 15.5 capturas, junto con los alas defensivas George Karlaftis (6 capturas, 7 pases desviados) y Frank Clark (5 capturas). El apoyador Nick Bolton lideró al equipo con 180 tacleadas combinadas mientras registraba 2 capturas y 2 intercepciones. La secundaria estuvo liderada por el esquinero L'Jarius Sneed (3 intercepciones, 108 tacleadas, 3 balones sueltos forzados, 3.5 capturas) y el safety Juan Thornhill (3 intercepciones, 71 tacleadas).
Será el quinto Super Bowl de Kansas City, luego de las victorias en los Super Bowls IV y LIV, con derrotas en los Super Bowls I y LV. Los Chiefs también ganaron el campeonato de la Liga de Fútbol Americano en 1962.

### Philadelfia Eagles

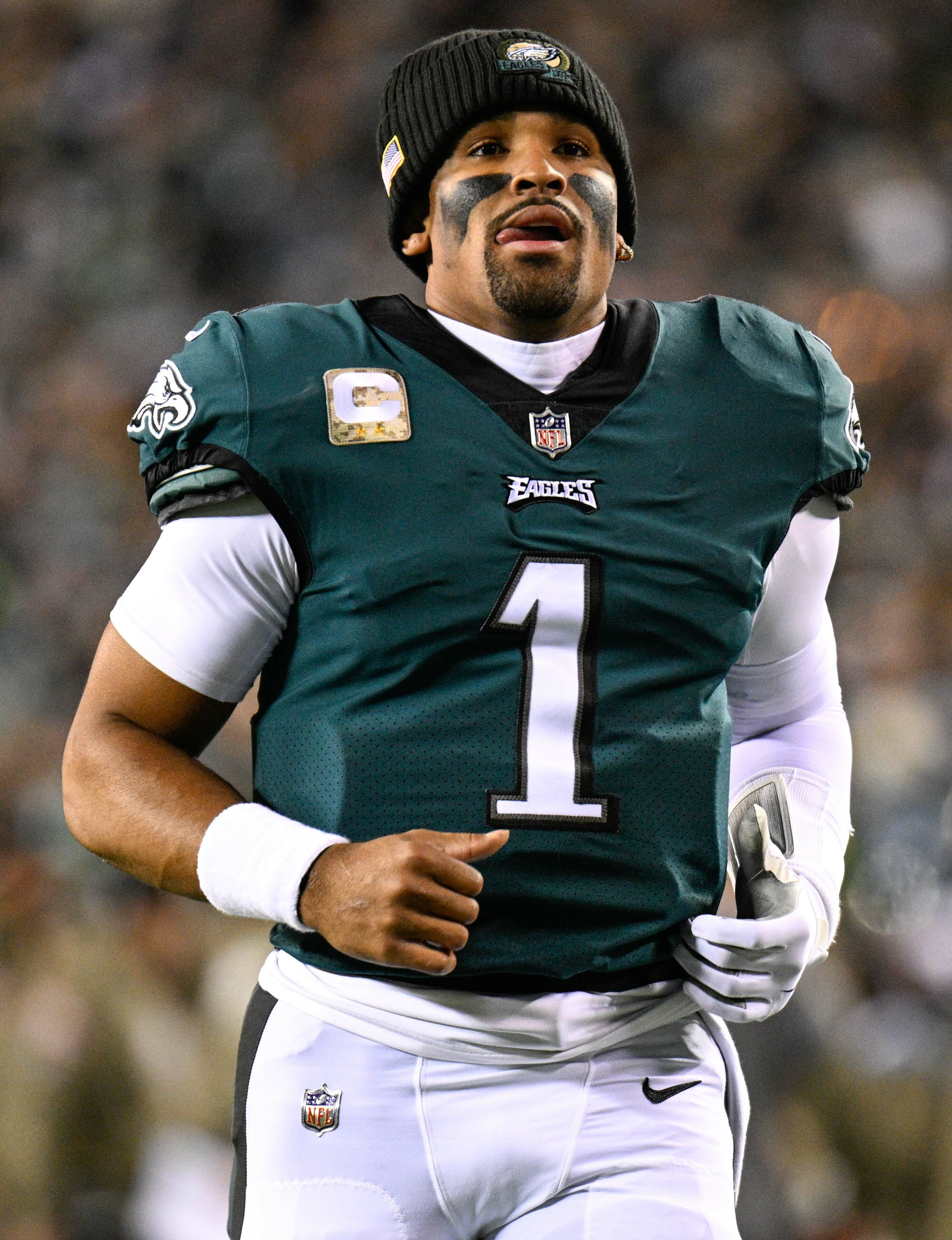
Jalen Hurts, quarterback del equipo, va en busca de su primer Super Bowl

Con el entrenador en jefe de segundo año Nick Sirianni, los Eagles comenzaron la temporada ganando ocho juegos consecutivos antes de terminar la temporada empatados con un récord de 14-3, el mejor de la NFL, y avanzar al Super Bowl al derrotar fácilmente a sus dos oponentes en los playoffs (los New York Giants en la Ronda Divisional y los San Francisco 49ers en el Juego de Campeonato de la NFC) con una puntuación combinada de 69–14. El equipo sobresalió en ambos lados del balón, anotando 477 puntos (tercero en la NFL) mientras que solo permitió 344 (octavo) y envió a los 8 mejores jugadores de la NFL al Pro Bowl.
El mariscal de campo de Pro Bowl, Jalen Hurts, lideró la ofensiva, estableciendo nuevos récords personales en su tercera temporada en porcentaje de pases completos (66 %), yardas aéreas (3701) y touchdowns aéreos (22), mientras lanzaba solo seis intercepciones, lo que da un récord personal de 101.5. rating de pasador, el cuarto mejor en la NFL. Hurts también corrió para 736 yardas y 13 touchdowns, el segundo total más alto de la liga. El receptor de Pro Bowl A. J. Brown, canjeado a los Eagles desde los Tennessee Titans durante el Draft de la NFL de 2022, registró 1,496 yardas recibidas y 11 touchdowns, mientras que el receptor de segundo año DeVonta Smith agregó 1,196 yardas y siete anotaciones. El ala cerrada Dallas Goedert fue otro objetivo confiable con 702 yardas y tres touchdowns. El corredor de Pro Bowl, Miles Sanders, ocupó el quinto lugar en la NFL con 1,269 yardas y 11 touchdowns, con un promedio de 4.9 yardas por acarreo. El equipo también envió a tres linieros ofensivos titulares al Pro Bowl: el guardia Landon Dickerson, el tackle Lane Johnson y el centro Jason Kelce. El pateador Jake Elliott convirtió 20 de 23 tiros de campo (87%), incluidos 5 de 6 desde al menos 50 yardas.
La defensa de Filadelfia ocupó el segundo lugar en la liga en la menor cantidad de yardas permitidas (5,125) y estableció un récord de la NFL con cuatro jugadores que registraron al menos diez capturas. La línea defensiva presenta a los alas defensivas Josh Sweat y Brandon Graham, quienes registraron 11 capturas cada uno, junto con los tackles defensivos Fletcher Cox (7 capturas), Javon Hargrave (11 capturas) y Milton Williams (4 capturas). El apoyador de Pro Bowl, Haason Reddick, ocupó el segundo lugar en la NFL con 16 capturas, mientras que también forzó cinco balones sueltos y recuperó tres. Los apoyadores T. J. Edwards y Kyzir White registraron cada uno más de 100 tacleadas combinadas y rompieron siete pases. En la secundaria, el profundo C. J. Gardner-Johnson co-lideró la NFL con seis intercepciones, mientras que los esquineros All-Pro Darius Slay y James Bradberry tuvieron tres cada uno.
Será el cuarto Super Bowl de Filadelfia, luego de una victoria en el Super Bowl LII y derrotas en los Super Bowls XV y XXXIX. Los Eagles también ganaron tres campeonatos de la NFL previos al Super Bowl en 1948, 1949 y 1960.

### Playoffs
Los Chiefs ingresaron a los playoffs como el sembrado número 1 en la AFC. Derrotaron a los Jacksonville Jaguars, 27-20, en la ronda Divisional de la AFC. En un juego muy reñido, los Chiefs pudieron contener una recuperación de los Jaguars al final del último cuarto. El mariscal de campo de los Chiefs, Patrick Mahomes, cayó temprano en el juego con una lesión por esguince en el tobillo derecho que lo obligó a salir del juego para una serie, pero pudo regresar poco después de irse. El Campeonato de la AFC enfrentó a los Chiefs contra los Cincinnati Bengals en una revancha del juego del Campeonato de la AFC de 2021 y el quinto Campeonato de la AFC consecutivo organizado por los Chiefs, extendiendo su récord. Al igual que el concurso del año anterior, el juego estuvo cerrado hacia el final del último cuarto. En la última serie del juego, empatado a 20, el ala defensiva de los Bengals, Joseph Ossai, fue sancionado por un golpe tardío sobre Patrick Mahomes después de que se salió de los límites, lo que puso a los Chiefs en el rango de gol de campo con ocho segundos restantes. Harrison Butker luego pateó un gol de campo de 45 yardas para enviar a los Chiefs al Super Bowl con una victoria de 23-20.
Los Eagles llegaron a los playoffs como el sembrado número 1 en la NFC. Su primer enfrentamiento de playoffs fue contra su rival de la NFC Este, los New York Giants. Los Eagles rápidamente se adelantaron y lideraron 28-0 en el medio tiempo. Los Giants no pudieron remontar y los Eagles lograron el pase al Campeonato de la NFC con una victoria de 38-7 sobre los Giants, que marcó la primera victoria en los playoffs para el mariscal de campo de los Eagles, Jalen Hurts, y el entrenador en jefe Nick Sirianni. En el Campeonato de la NFC, los Eagles recibieron a los San Francisco 49ers. Los Eagles dominaron la sofocante defensa de los 49ers y los 49ers no pudieron seguir el ritmo de la fuerte ofensiva de los Eagles después de perder a sus mariscales de campo titulares y suplentes por lesiones. Los Eagles ganaron el Campeonato de la NFC, 31-7 para avanzar al Super Bowl.

## Entretenimiento

### Apertura
El cantante de country estadounidense Chris Stapleton fue el cantante del himno nacional, la actriz Sheryl Lee Ralph interpretó "Lift Every Voice and Sing" y el cantante de R&B Kenneth "Babyface" Edmonds cantó "America the Beautiful". Las tres canciones también fueron traducidas en el campo en lenguaje de señas americano por el actor y nativo de Arizona Troy Kotsur.

### Programa de Entretiempo
El 23 de septiembre del 2022, los organizadores anunciaron a Apple Music como el nuevo patrocinador de derechos de nombre del espectáculo de medio tiempo del Super Bowl, en sustitución de Pepsi, que había patrocinado los diez espectáculos de medio tiempo anteriores.  Algunos informes de los medios alegaron en las redes sociales que la cantautora estadounidense Taylor Swift sería la artista principal, según sus asociaciones con Apple y el rival tradicional de Pepsi, Coca-Cola. Posteriormente, varios medios informaron que Swift había rechazado la oferta, alegando que no haría el espectáculo de medio tiempo hasta que se completara su proceso de regrabación; otras fuentes dijeron que Swift nunca había sido programado en el espacio, desmintiendo los rumores.
El espectáculo de medio tiempo fue finalmente encabezado por la cantante barbadense Rihanna y marcó su retorno a los escenarios tras cinco años de hiato. Con una duración de aproximadamente 13 minutos, interpretó varios de sus mayores éxitos, entre ellos «Umbrella», «Only Girl (In the World)», «We Found Love» y «Diamonds», además de revelar que se encontraba embarazada de su segundo hijo. Igualmente, Rihanna se convirtió en la tercera mujer en presentarse sin ningún tipo de invitados. La actuación recibió comentarios en su mayoría favorables por parte de la crítica especializada, quienes elogiaron la puesta en escena, el listado de canciones y la cohesión del espectáculo.

## Resumen del Partido

### Primera mitad

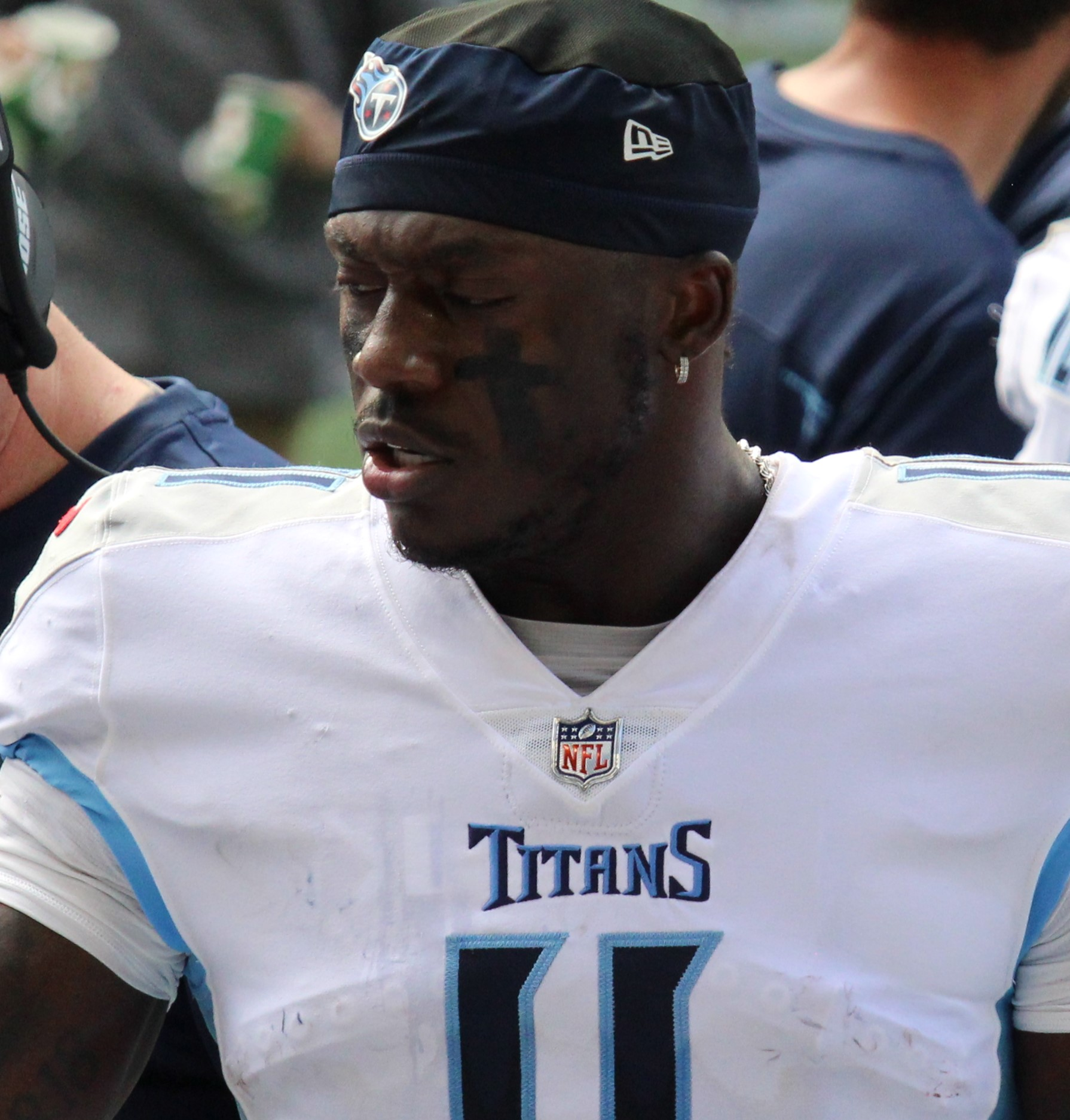
La recepción de touchdown de 45 yardas de A.J. Brown permitió a Filadelfia retomar la ventaja al comienzo del segundo cuarto, aunque no le alcanzó para poder ganar el encuentro

Después de que Kansas City ganara el sorteo, Filadelfia comenzó el juego con la posesión del balón. Su primera serie abarcó 75 yardas en 11 jugadas y contó con dos carreras de Jalen Hurts para 12 yardas y cuatro pases completos, el más largo de los cuales fue un pase completo de 23 yardas a DeVonta Smith. Después de que los Eagles convirtieron un tercer intento desde dentro de la yarda 5 de Kansas City, Hurts anotó los primeros puntos del juego con un touchdown terrestre de 1 yarda, y Jake Elliott agregó el punto extra. Kansas City respondió con una serie de 75 yardas de 8 jugadas que contó con una carrera de 24 yardas de Isiah Pacheco. Patrick Mahomes también completó dos pases a Travis Kelce, el primero para 20 yardas y el segundo un pase de touchdown de 18 yardas para empatar el marcador. La segunda serie de Filadelfia produjo el primer triple y fuera del juego después de que una penalización por interferencia de pase los hizo retroceder temprano, y Arryn Siposs fue llamado a despejar. Kansas City no pudo aprovechar, ya que varios pases incompletos prepararon un gol de campo de 42 yardas de Harrison Butker que pegó en el poste izquierdo. Los Eagles comenzaron su siguiente serie desde el punto del gol de campo errado en su propia yarda 32 y ganaron yardas con dos carreras de Hurts y dos pases de Hurts, además de una penalización defensiva por fuera de juego, antes de que terminara el primer cuarto.
En la primera jugada del segundo cuarto, Filadelfia retomó la ventaja 14-7 con un pase de touchdown de 45 yardas de Hurts a A. J. Brown. Los Chiefs no pudieron recuperarse de una pérdida de yardas en la primera jugada de su siguiente serie y despejaron como resultado de su primer triple y fuera. Después de que un pase de Hurts y un acarreo de Kenneth Gainwell ganaron cada uno nueve yardas, Hurts soltó el balón mientras corría hacia el apoyador Nick Bolton, quien lo recuperó rebotando en el suelo con calma y corrió 36 yardas para un touchdown, empatando el juego. Hurts llevó a los Eagles a tomar la delantera, corriendo por una vez para una ganancia de 14 yardas y luego convirtiendo un cuarto y quinto con una carrera de 28 yardas hasta la yarda 16 de los Chiefs. Más tarde, Filadelfia convirtió otra cuarta oportunidad al sacar a los Chiefs de fuera de juego en 4 y 2, y Hurts terminó la serie de 71 yardas con una carrera de touchdown de 4 yardas que puso el marcador 21-14. Los Chiefs comenzaron bien su siguiente serie después de ganar un primer intento en dos jugadas antes de la advertencia de dos minutos, pero se estancaron desde allí y despejaron con 1:33 restantes en la mitad. Durante esta campaña, Mahomes agravó un esguince de tobillo alto que había sufrido a principios de la temporada, aunque los Chiefs no jugaron jugadas ofensivas sin él. El especialista en devoluciones Britain Covey devolvió la patada 27 yardas hasta su propia yarda 43, que, además de un pase de 22 yardas de Hurts a Brown cerca del final de la siguiente serie de los Eagles, ayudó a ponerlos en el rango de gol de campo. Elliott convirtió una patada de 35 yardas para aumentar la ventaja de Filadelfia a diez puntos antes del medio tiempo.

### Segunda mitad

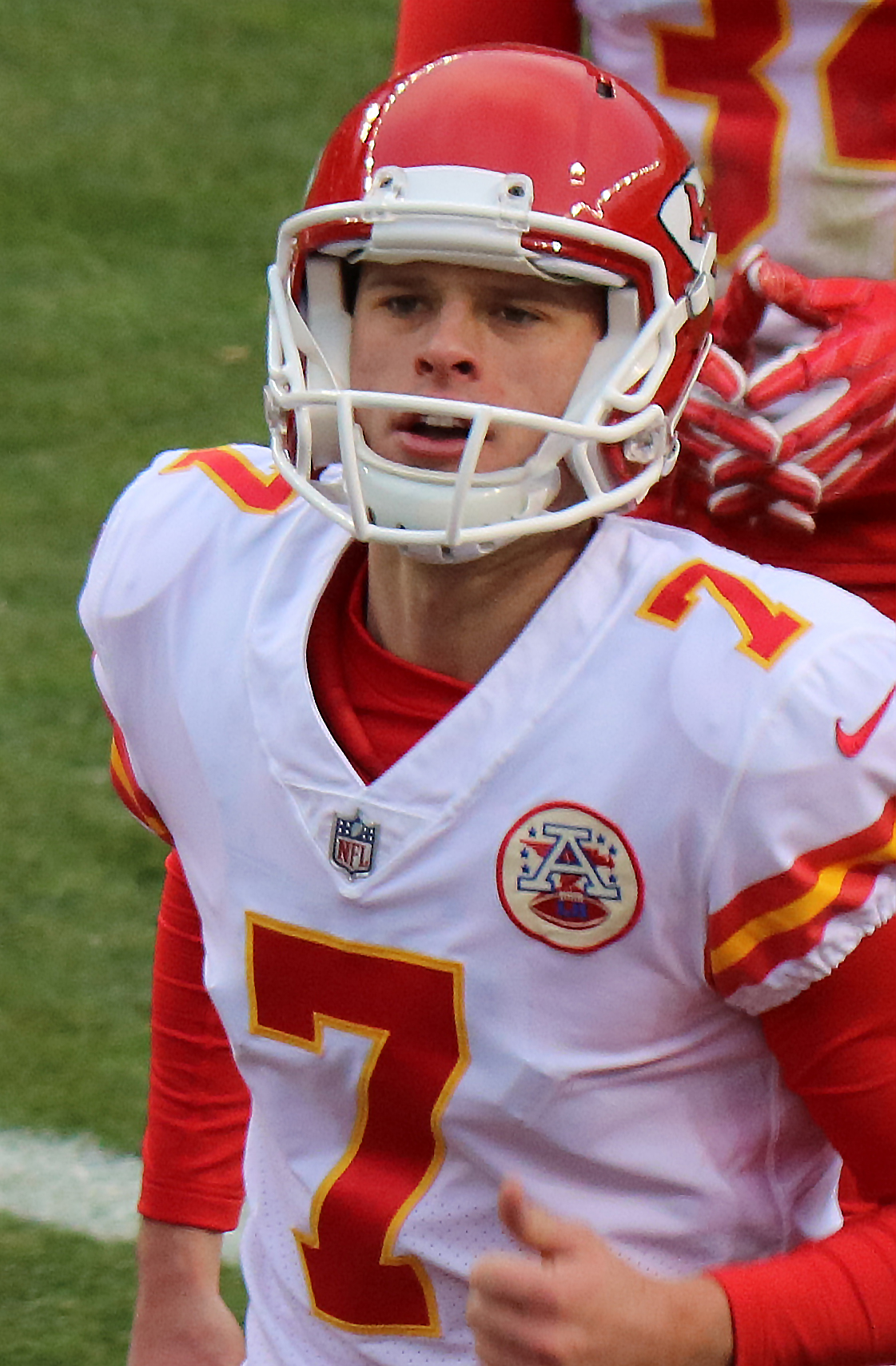
El gol de campo de 27 yardas de Harrison Butker le dio a los Chiefs una ventaja de 38-35 con ocho segundos restantes en el juego, permitiendo ganar por tercera vez el Super Bowl

Kansas City recibió el balón para comenzar la segunda mitad y condujo 75 yardas en 12 jugadas, con Mahomes completando sus tres pases para 26 yardas y corriendo para 14 antes de que la carrera de touchdown de 1 yarda de Pacheco redujera su déficit a tres puntos. Filadelfia respondió con una serie de 19 jugadas y 65 yardas, en la que Hurts completó dos pases de 17 yardas al ala cerrada Dallas Goedert, uno de los cuales convirtió una tercera y 14. La defensa de Kansas City detuvo el avance en su propia yarda 15, lo que obligó a los Eagles a conformarse con un intento de gol de campo de 33 yardas que Elliott convirtió con 1:48 por jugar en el tercer cuarto. Los Chiefs ganaron 31 yardas en sus siguientes cuatro jugadas, incluidas dos carreras de Pacheco que llegaron a la yarda 44 de Filadelfia, para finalizar el tercer cuarto.
Mahomes completó cuatro pases a JuJu Smith-Schuster para un total de 38 yardas después del descanso del cuarto y concluyó la serie de 12 jugadas y 75 yardas de los Chiefs con un pase de touchdown de 5 yardas a Kadarius Toney, dando a los Chiefs su primera ventaja del juego, 28–27. Los Chiefs continuaron con su buena forma al forzar un tres y fuera de Filadelfia, y Toney devolvió el despeje de Siposs para 65 yardas, avanzando el balón hasta la yarda 5 de los Eagles y estableciendo un récord con el regreso de despeje más largo en un Súper Bowl. Kansas City anotó rápidamente a través de un pase de 4 yardas de Mahomes a Skyy Moore, y el punto extra de Butker aumentó su ventaja a ocho puntos. Filadelfia se tomó cuatro de los nueve minutos y medio restantes del reloj en su siguiente serie, que abarcó ocho jugadas y resultó en un pase de 45 yardas a Smith que preparó la carrera de touchdown de 2 yardas de Hurts en la siguiente jugada. Hurts luego anotó una conversión de dos puntos con una carrera que empató el marcador a 35 puntos cada uno con 5:15 restantes. Al comienzo de la siguiente serie de Kansas City, tres carreras de Pacheco para 15 yardas y dos pases completos de Mahomes para 17 movieron el balón a la yarda 47 de los Eagles. En la siguiente jugada, Mahomes despegó para una ráfaga de 26 yardas que le dio a los Chiefs un primer intento en la yarda 17 de Filadelfia. Un acarreo de 2 yardas de Pacheco aceleró el reloj hasta la advertencia de 2 minutos. Luego, un pase incompleto trajo 3° y 8°. Mahomes lanzó un pase incompleto en la siguiente jugada, pero Kansas City obtuvo un primer intento después de que James Bradberry fuera penalizado por sujetar, una decisión que recibió algunas críticas, pero que fue apoyada por el propio Bradberry, y McKinnon se apresuró. a la yarda 2 de los Eagles en la siguiente jugada con 1:36 restantes. Los Chiefs terminaron la serie arrodillándose dos veces y pateando un gol de campo de 27 yardas, dejando ocho segundos en el reloj. Un pase de Hail Mary de Hurts cayó incompleto, poniendo fin al juego.
Mahomes completó 21 de sus 27 intentos de pase para 182 yardas y tres touchdowns, y fue nombrado MVP del Super Bowl. También corrió para 44 yardas. Pacheco fue el mejor corredor del juego con 15 acarreos para 76 yardas y un touchdown. Bolton tuvo 8 tacleadas en solitario, 1 asistencia y un touchdown de devolución de balón suelto. Hurts terminó el día 27/38 para 304 yardas y un touchdown, mientras también corrió 15 veces para 70 yardas y 3 touchdowns. Estableció el récord del Super Bowl de yardas terrestres y touchdowns terrestres de un mariscal de campo, al tiempo que empató el récord del Super Bowl de touchdowns terrestres y puntos anotados (20) también. Smith fue su objetivo principal con 7 recepciones y lideró a todos los receptores en el juego con 100 yardas, mientras que Brown tuvo 6 recepciones para 96 yardas y una anotación.